# 東覚寺 (東京都北区)
東覚寺（とうがくじ）は、東京都北区田端2丁目にある真言宗豊山派の寺院。

## 歴史

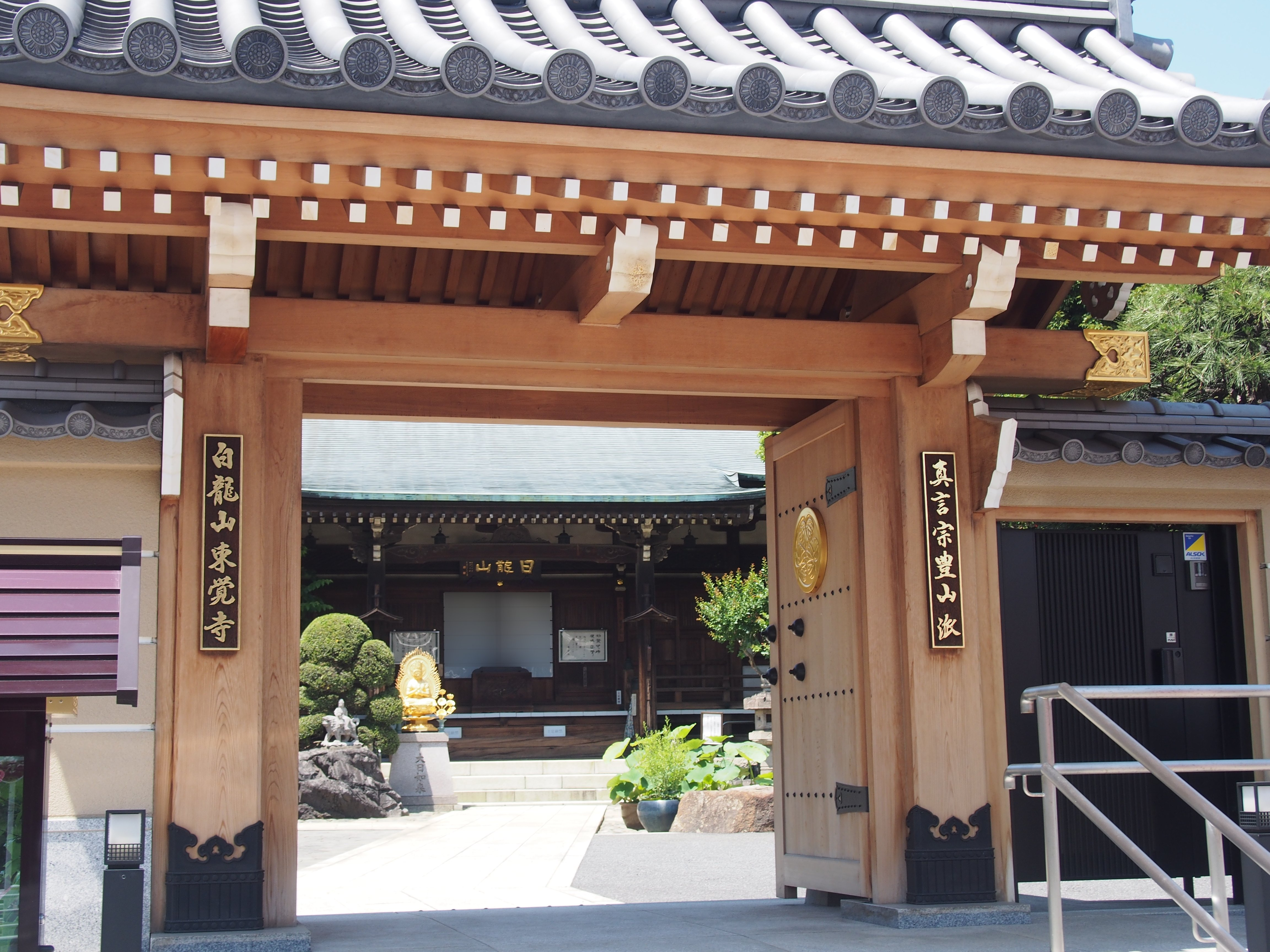
東覚寺山門

延徳3年（1491年）源雅により神田に創建。その後根岸(現在の台東区)そして、慶安年間(1600年頃)に田端の地に移転されたと言われている。
また、7石の朱印地を受けていたと言われている。

## 赤紙仁王
当寺院の特徴として山門に体中に赤紙が貼られた金剛力士像がある。これは、通称赤紙仁王と呼ばれ、病を患った人がその部分に相応する箇所に赤紙を仁王像に貼ると治癒されると言われており、現在においても赤紙を貼る人が絶たない。
その後病が治癒すると、草履を供えるものとされており、その風習も現在残っている。
なお、仁王像は寛永18年(1641年)8月21日に賢盛の時代に造立されており、当時江戸市中において疫病が流行っていたのでそれを鎮めようとして建立されたものとされている。 しかし、仁王像に赤紙を貼るという風習はこの時存在しておらず、この風習は明治時代に入ってから広まったものと伝わっている。
また、当仁王像は江戸時代までは東覚寺が別当寺を務めており隣接する田端八幡神社の前にあった。その後、神仏分離令が出来て、明治時代に東覚寺の前にあった九品仏堂の前に移転、そして2008年に道路拡張の際にさらに後方に移転した。1998年に北区の指定文化財になった。

## 主な施設
- 本堂
- 不動堂
- 仁王像

## アクセス
- JR線田端駅より徒歩6分。
- 拝観は無料。日中の時間帯のみ受け付け。
- 駐車施設:なし